# Mai Nakachi
Mai Nakachi (中地 舞, Nakachi Mai), née le 16 décembre 1980, est une joueuse internationale de football japonaise.

## Biographie
Le 5 décembre 1997, elle fait ses débuts avec l'équipe nationale japonaise lors de la Coupe d'Asie, contre la Guam. Elle participe à la Coupe du monde 1999 et 2003. Elle compte 30 sélections en équipe nationale du Japon de 1997 à 2008.

## Statistiques
Le tableau ci-dessous présente les statistiques de mai Nakachi en équipe nationale
| Équipe du Japon | Équipe du Japon | Équipe du Japon |
| Année           | Matchs          | Buts            |
| --------------- | --------------- | --------------- |
| 1997            | 2               | 0               |
| 1998            | 5               | 0               |
| 1999            | 3               | 0               |
| 2000            | 1               | 0               |
| 2001            | 8               | 0               |
| 2002            | 5               | 0               |
| 2003            | 5               | 0               |
| 2004            | 0               | 0               |
| 2005            | 0               | 0               |
| 2006            | 0               | 0               |
| 2007            | 0               | 0               |
| 2008            | 1               | 0               |
| Total           | 30              | 0               |

## Palmarès
- Finaliste de la Coupe d'Asie 2001
- Troisième de la Coupe d'Asie 1997